# HMS Tjörn (M42)
HMS Tjörn (M42) var en minsvepare i svenska flottan av typ fiskeminsvepare avsedd att utbilda besättningar för mobilisering till tjänstgöring ombord på trålare modifierade för minsvepning.